# Korolovszky Gábor
Korolovszky Gábor (1979. július 11. –) magyar válogatott labdarúgó.

## Pályafutása

### A válogatottban
2002 és 2003 között hat alkalommal szerepelt a válogatottban.

## Statisztika

### Mérkőzései a válogatottban
| Magyarország | Magyarország        | Magyarország                    | Magyarország | Magyarország | Magyarország     | Magyarország | Magyarország | Magyarország |
| #            | Dátum               | Helyszín                        | Hazai        | Eredmény     | Vendég           | Kiírás       | Gólok        | Esemény      |
| ------------ | ------------------- | ------------------------------- | ------------ | ------------ | ---------------- | ------------ | ------------ | ------------ |
| 1.           | 2002. február 12.   | Lárnaka (CYP)                   | Magyarország | 0 – 2        | Csehország       | barátságos   | -            |              |
| 2.           | 2002. április 17.   | Debrecen                        | Magyarország | 2 – 5        | Fehéroroszország | barátságos   | -            | 72'          |
| 3.           | 2002. május 8.      | Pécs                            | Magyarország | 0 – 2        | Horvátország     | barátságos   | -            | 12'          |
| 4.           | 2002. augusztus 21. | Budapest, Puskás Ferenc Stadion | Magyarország | 1 – 1        | Spanyolország    | barátságos   | -            | 46'          |
| 5.           | 2002. november 20.  | Budapest, Üllői úti Stadion     | Magyarország | 1 – 1        | Moldova          | barátságos   | -            |              |
| 6.           | 2003. november 19.  | Budapest, Üllői úti Stadion     | Magyarország | 0 – 1        | Észtország       | barátságos   | -            |              |
|              | Összesen            |                                 |              | 6            | mérkőzés         |              | 0            | gól          |

## Külső hivatkozások
- Adatlapja a HLSZ.hu-n (magyarul)